# فاييسيكو
بلدية فاييسيكو (بالإسبانية: Valleseco) هي بلدية تقع في مقاطعة لاس بالماس التابعة لمنطقة جزر الكناري جنوب غرب إسبانيا.

## الديموغرافيا
بلغ عدد سكان بلدية فاييسيكو 3.963 نسمة عام 2011 (وفقاً للمعهد الوطني للإحصاء الإسباني).
| 4.383 | 4.129 | 4.030 | 4.055 | 4.019 | 3.968 | 3.963 |